# Юган (Ханты-Мансийский автономный округ)

Юган — деревня в Сургутском районе Ханты-Мансийского автономного округа — Югры. Располагается деревня на межселенной территории, в прямом подчинении Сургутскому муниципальному району.

## Климат
Климат резко континентальный, зима суровая, с сильными ветрами и метелями, продолжающаяся семь месяцев. Лето относительно тёплое, но быстротечное.

## Население
| 2010 |
| ---- |
| 88   |